# 한국닌텐도
한국닌텐도(한국 한자: 韓國닌텐도株式會社, 일본어: 韓国任天堂株式会社)는 닌텐도의 지사로 대한민국에 2006년 설립하였다.

## 개요
2006년 7월 7일 대한민국의 서울특별시에 한국닌텐도가 설립되었으며, 일본, 미국, 프랑스, 독일, 오스트레일리아, 네덜란드, 홍콩에 이은 8번째 자회사로 설립되었다. 2007년 1월 18일에 닌텐도 DS Lite를 출시하였고, 2008년 4월 26일에는 Wii를 출시하였으며, 하드웨어를 포함한 모든 정식 발매 소프트웨어는 완벽 한글화 또는 부분 한글화 하여 발매하고 있다. 2010년 1월 28일, 한국 닌텐도의 발표에 따르면 대한민국에서 닌텐도 DS Lite를 300만 대, Wii는 100만 대를 판매했다고 발표했다. 2010년 5월 16일 코다 미네오에서 사카구치 다이스케로 대표이사의 인사 변동이 있었다. 2011년 7월 사카구치 다이스케 사장이 건강상의 이유로 그만두고 후임으로 후쿠다 히로유키가 사장으로 임명되었다.
한국닌텐도는 2007년을 기점으로 강력한 콘솔계의 대두를 보이며 상승세를 보였다. 그 후 Wii(2009) DSi(2010) 3DS(2011) 닌텐도 스위치(2017~) 등의 제품으로 판매수익을 거뒀다.

## 비판
한국닌텐도는 지사 설립 후 대한민국 게이머들에게 다음과 같은 비판을 받아왔다.
- A/S 센터의 부족과 고객 응대 서비스 불친절[2]
- 수익에 비해 사회공헌이 전무함[3]
- 불법 소프트웨어의 퇴출에만 몰두하여 정품 사용자들의 보상책이 미흡함[4]
- 일본이나 북미 지역에 비해 신제품의 출시가 늦는 점[5]

한편 이 같은 비판에 대해 사카구치 다이스케 대표는 문제를 이미 잘 인식하고 있으며, 그는 "게임 숫자는 중요하지 않으며, 많은 타이틀을 출시하기 위해 노력하고 있다."고 말했다. 또한 신제품의 출시가 타 지역보다 지연되는 점에 대해서는 "일부 타이틀은 타 지역보다 먼저 출시되기도 했으며, 특히 많은 한국 게이머들이 관심을 가지는 닌텐도 3DS 역시 출시가 늦어지지 않도록 하겠다."는 입장을 밝히기도 했다.
2015년 9월, 한국닌텐도는 슈퍼 스매시브라더스 for 닌텐도 3DS/Wii U 시리즈의 한글화 번역이 미흡하다는 이유와 사후 대응조치로 게이머들의 비판을 받았다.
최근엔 닌텐도 스위치 타이틀이 제대로 번역되지 않아 또다시 비판을 받았다. 하지만 2017년 12월 1일 닌텐도 스위치 정식발매와 함께 점차 슈퍼마리오 오디세이, 마리오카트8 디럭스와 같은 게임을 꾸준히 한글화하고 있는 중이다.

## 연혁
- 2006년 7월 7일[9]: 대한민국 서울특별시에 한국닌텐도 설립
- 2007년 1월 18일: 한글판 닌텐도 DS 라이트를 출시
- 2008년 4월 26일: 한글판 Wii를 출시
- 2010년 4월 15일: 한글판 닌텐도 DSi를 출시
- 2012년 4월 28일: 한글판 닌텐도 3DS를 출시
- 2012년 9월 20일: 한글판 닌텐도 3DS XL을 출시
- 2012년 9월 25일: 3DS 전용 확장 슬라이드 패드를 출시
- 2012년 11월 20일: 3DS XL 전용 확장 슬라이드 패드를 출시
- 2013년 12월 7일: 한글판 닌텐도 2DS를 출시
- 2014년 8월 28일: 한글판 신형 Wii를 출시
- 2015년 5월 1일: 한글판 뉴 닌텐도 3DS XL를 출시
- 2017년 7월 13일: 뉴 닌텐도 2DS XL를 출시
- 2017년 12월 1일: 닌텐도 스위치 국내 정식 출시
- 2019년 9월 20일: 닌텐도 스위치 라이트를 출시
- 2021년 10월 8일: 닌텐도 스위치 OLED를 출시

## 같이 보기
- 닌텐도 (일본)
- 소니 컴퓨터 엔터테인먼트 (일본)
- 대원게임
- 비디오 게임
- 대한민국의 Wii 소프트웨어 목록
- 대한민국의 닌텐도 DS 소프트웨어 목록
- 닌텐도 3DS 소프트웨어 목록
- 닌텐도 스위치